# Квинт Цецилий (лихвар)
Квинт Цецилий Метел (на латински: Quintus Caecilius; * 130 пр.н.е.; † 58 пр.н.е.) е богат римски конник. Той играе като чичо на Тит Помпоний Атик, като familiaris на Луций Лициний Лукул и даващ пари назаем на римската аристокрация – роля в къснорепубликански Рим.
Той произлиза от род Цецилии Метели. Неговата сестра Цецилия Метела (ок. 130 пр.н.е. – ок. 50 пр.н.е.) е майка на Тит Помпоний Атик. От 65 пр.н.е. той се занимава с пари в Рим. През 58 пр.н.е. умира и оставя на своя племенник Тит Помпоний Атик, който той осиновява със завещание, 10 милиона сестерции и една сграда на Квиринал. Той е погребан на петия мили камък на Виа Апия.